# Amenemhat (fils de Thoutmôsis IV)
Pour les articles homonymes, voir Amenemhat.
Amenemhat (littéralement Amon est devant) est un prince, fils de Thoutmôsis IV, (XVIIIe dynastie).
Il est dépeint dans la tombe thébaine TT64, qui est le tombeau des tuteurs royaux Heqareshou et son fils Heqa-erneheh. Il mourut jeune et fut enterré dans le tombeau de son père dans la vallée des rois, la tombe KV43, aux côtés de son père et d'une sœur nommée Tentamon ; ses vases canopes et probablement ceux de sa mère y ont été trouvés.